# Walter Boss
Walter Boss (* 5. Juni 1921) war ein deutscher Ministerialbeamter und Botschafter.

## Studium und Referendariat
Boss studierte von 1940 bis 1943 Rechts- und Staatswissenschaften, Neuere Geschichte sowie die englische, französische und spanische Sprache. In den Jahren 1943 und 1944 war er im juristischen Vorbereitungsdienst, den er zunächst nicht abschließen konnte. Dies war erst in den Jahren 1947 bis 1950 möglich, nachdem er als gering politisch belastet eingestuft worden war. Seine Dissertation Der Verwaltungsrat des vereinigten Wirtschaftsgebietes erschien 1949.

## Berufliche Tätigkeiten
Von 1945 bis 1947 war er Leiter des Hilfswerks München der Inneren Mission, in den Jahren 1950 und 1951 juristischer Referent des Gruppenleiters für Innenpolitik in der Bayerischen Staatskanzlei.
1951 wechselte er in das Auswärtige Amt, in dessen Zentrale er bis 1954 sowie von 1958 bis 1962 und 1966 tätig war. 1952 verzichtete er auf die Möglichkeit, für eine Schweizer Privatbank tätig zu werden.
Von 1954 bis 1958 arbeitete Boss an der Botschaft Rom, von 1962 bis 1966 an der Botschaft Tokio. Für den Zeitraum von 1966 bis 1970 wechselte er in das Bundeskanzleramt.
Nach einer Versetzung in den einstweiligen Ruhestand wurde er 1970 zum Gesandten ernannt und der NATO-Vertretung in Brüssel als Vertreter des Leiters der Ständigen Vertretung der Bundesrepublik Deutschland bei der NATO zugeteilt. 1978 wurde er als Botschafter Delegationsleiter bei der Seerechtskonferenz, Genf, ab 1979 Botschafter in Thailand, ab 1981 an der Botschaft Wien als Leiter der deutschen Delegation bei den Wiener MBFR-Verhandlungen. Von 1984 bis 1986 amtierte er als Botschafter in Japan.

## Werk
- Der Verwaltungsrat des vereinigten Wirtschaftsgebietes, Diss., 1949

## Auszeichnungen
- 1980: Verdienstkreuz 1. Klasse der Bundesrepublik Deutschland
- 1984: Großes Verdienstkreuz der Bundesrepublik Deutschland